# 叶絵里奈
叶 絵里奈（かのう えりな、5月7日  ）は、日本の女優である。

## 人物
- 愛称は「ぴょん」「えりちゃん」。
- 靴のサイズは23.5cm[1]。スリーサイズはB87-W59-H83[2]。
- 特技はジャグリング、イリュージョンマジック、タップダンス、和太鼓、殺陣[1]、アクション。趣味は、リアル脱出ゲーム、VR体験、読書、DVD観賞、ゲーム。
- 好きなキャラクターはまるもふびよりのモップ、シナモロールのシナモン、イーブイフレンズ、ピカチュウ[3]。
- 好きな食べ物は海老、お寿司(わさび抜き)、つまみ系、プリン、カスタード系、辛くないもの[3]

## 出演

### 舞台
- 2014年
  - 8月27日 - 31日『ドラム缶日記』（場所：世界館） ‐ スナフキン役

- 2016年
  - 9月22日 - 25日 『うしおととら』（場所：シアターOMアトリエ） ‐ 伏戸歩役

- 2017年
  - 4月14日 - 17日 『暗殺者の抱擁』（場所：インディペンデントシアター2nd） ‐ ビビアン役
  - 5月11日 - 14日 『ドライブ』（場所：シアターOMアトリエ） ‐ 矢口ジュン役/秋本舞衣役

- 2018年
  - 2月28日 - 3月4日 『サトラレ』（場所：ALTA THEATER） ‐ Aチーム・研究員メイサ役
  - 11月7日 - 11月12日 『MIRRORION』（場所：銀座博品館） ‐ ミミ役
- 2019年
  - 5月5日 『水樹奈々大いに唄う　伍』（場所：幕張メッセイベントホール） ‐ 水樹奈々忍者軍団役
  - 6月5日 - 6月9日 『服部半蔵Ⅲ-再舞-』（場所：六行会ホール） ‐ 天津リクオ役
  - 8月27日 - 9月1日 / 9月7日・8日 『氷雪の門』（場所：中野テアトルBONBON / 松浦文化会館ゆめホール） ‐ 桜庭節子役
- 2020年
  - 12月5日 - 20日『海賊船ツアー～時を遡る宝』（場所：あぐれあーぶる） ‐ ミナミ役/アルメイダ役（主演）

### 朗読劇
- 2018年
  - 4月21日 - 22日 『ドリームレスキュー・言うことナース！〜エピソードゼロなのどすえ〜』（場所：京都Chambers）

### 映画
- 2015年
  - 『正しく生きる～OVER THE RAINBOW～』学生役

- 2017年
  - 『関ヶ原』(8月25日公開) およめの方役
  - 『力-TAROU』少女役　※助監督
- 2018年
  - 『神牛の蹄』

- 2022年
  - 『ドーリーゲーム』山村紗月役